# Pałac Schaffgotschów w Cieplicach
Pałac Schaffgotschów – zabytkowy pałac położony w centrum uzdrowiska Cieplice-Zdrój, pomiędzy Placem Piastowskim a Parkiem Zdrojowym, w Jeleniej Górze, województwie dolnośląskim.

## Historia
Monumentalną rezydencję (fasada posiada długość 81 metrów) polecił zbudować hrabia Johann Nepomucen Schaffgotsch w miejscu renesansowego dworu i domu gościnnego. Pałac wzniesiono w latach 1784–1809 z wykorzystaniem reliktów obu budynków, które pozostały po pożarze z roku 1777. Rezydencja reprezentuje styl dojrzałego baroku w połączeniu z formami wczesnoklasycystycznymi. Autorem projektu jest Johann Georg Rudolf, którego zatrudniono w dobrach Schaffgotschów oraz majątku cystersów krzeszowskich. Dekoracje fasady wykonali Augustin Wagner i kamieniarz Johann Pausenberger. Wnętrza dekorowali w stylu empire, w latach 1789–1809, malarz Anton Paetz i sztukator Johan Joseph Echtler. W latach 1865–1866 przebudowano wnętrza w duchu historyzmu. W latach 1949–1951 przeprowadzono remont pałacu. Od roku 1975 w pałacowym budynku znajduje się filia Politechniki Wrocławskiej.

## Opis obiektu
Murowany budynek pałacowy zrealizowano jako trójskrzydłowe założenie, zwrócone wydłużoną fasadą do placu, zaś skrzydłami ku ogrodowi. Trójkondygnacyjna bryła budynku pałacowego została nakryta wysokim, czterospadowym dachem z lukarnami i wysokimi kominami. Wydłużona 21-osiowa elewacja frontowa pałacu ozdobiono dwoma trzyosiowymi ryzalitami pozornymi zawierającymi portale oraz ujmującymi siedem środkowych osi okiennych. Wieńczące ryzality półkoliste kartusze, wypełnione rzeźbionymi przedstawieniami herbu Schaffgotsch, ujęto po bokach attykami ze spoczywającymi na nich kobiecymi posągami oraz zwieńczono wazami. Wnętrza, przebudowywane, zachowały wiele oryginalnej, bogatej dekoracji. Parter posiada sklepienia, wyższe kondygnacje kryte są stropami fasetowymi. W kilku salach piętra zachowały się stylowe,  klasycystyczne detale architektoniczne (posadzki, obicia ścian, plafony, boazerie itp.). Na szczególną uwagę zasługuję m.in. dwukondygnacyjna sala balowa (obecna aula), zaprojektowana przez mistrza Kurza z Kowar. Jej ściany i sufit bogato ozdobiono sztukaterią, a podłogę wykonano w formie intarsjowanej mozaiki. Zwracają w niej uwagę dwa klasycystyczne piece, kryształowy żyrandol oraz lustra. Ściany zdobią medaliony, przedstawiające personifikacje antycznych bogiń. W salach Niebieskiej i Lustrzanej zachowały się piece i meble z epoki, parkiety i sztukaterie. Obecny sekretariat to dawny gabinet Schaffgotschów.

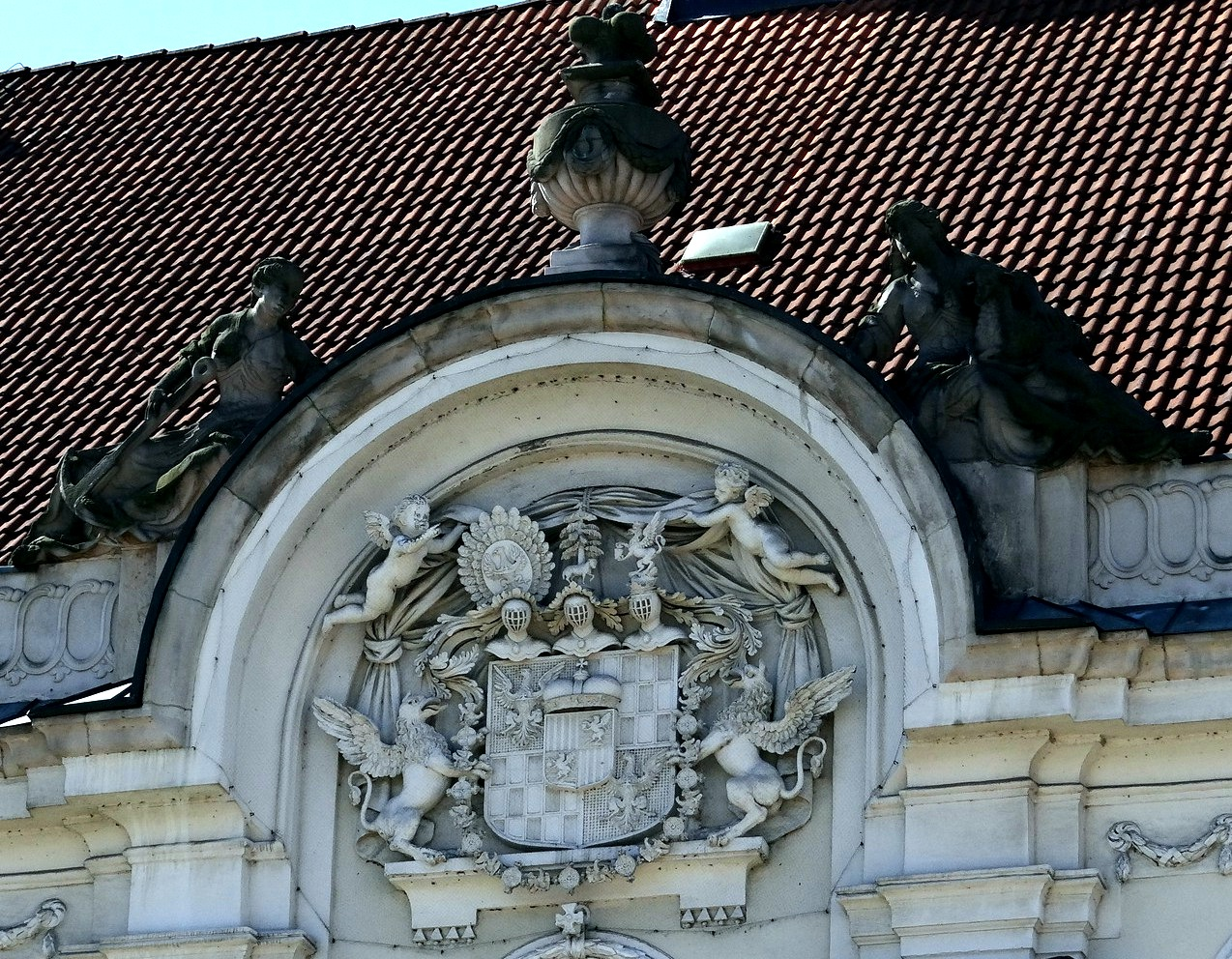
Herb von Schafftgotsch
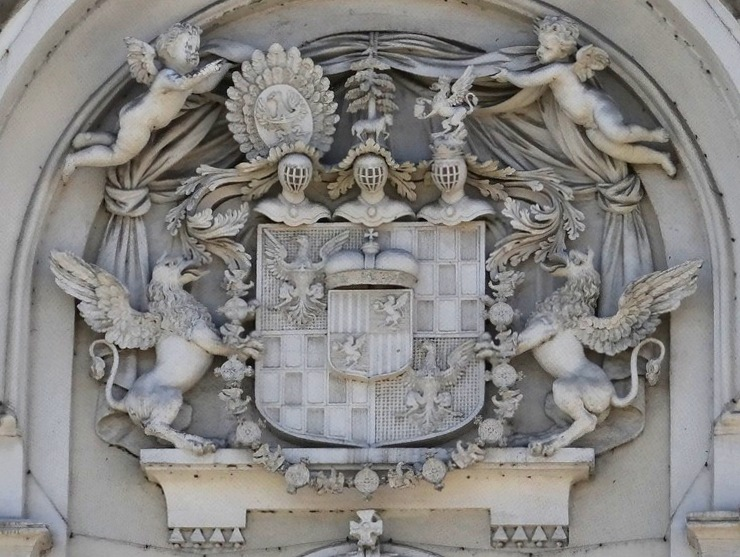
Herb von Schafftgotsch
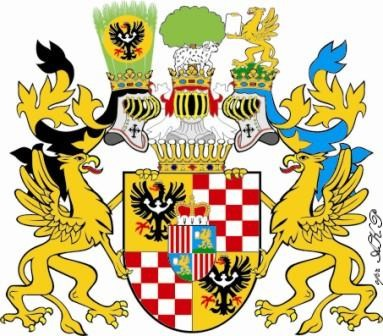
Herb von Schafftgotsch
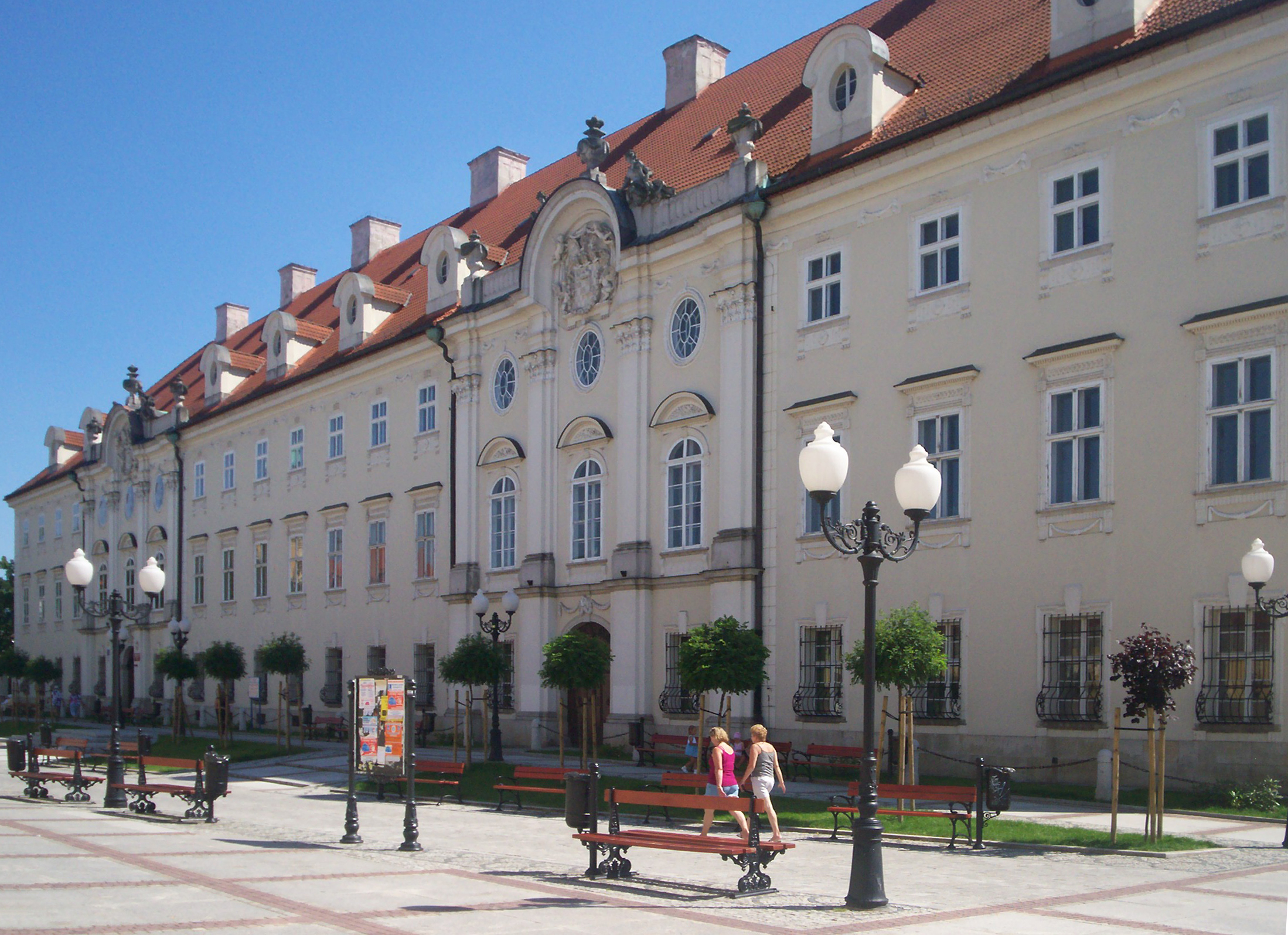
Fragment fasady północnej
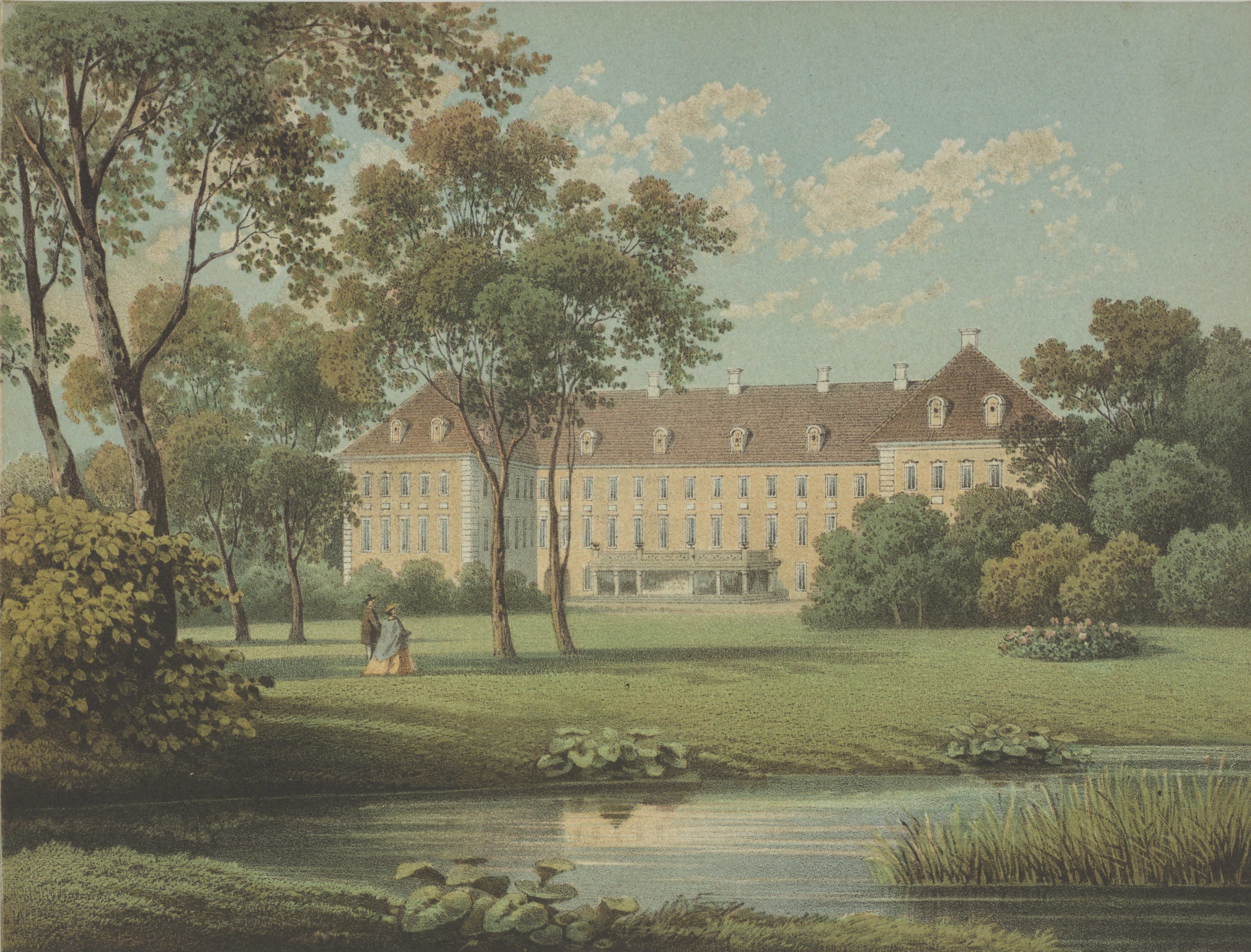
Pałac na litografii A. Dunckera